# 何孟倫
何孟倫（1506年—？），字慎明，號瑞岡，廣東廣州府新會縣人，軍籍，明朝政治人物。

## 生平
嘉靖十三年（1534年）甲午科廣東鄉試第二十八名舉人。嘉靖二十年（1541年）中式辛丑科会试第三名，三甲四十七名進士。二十二年除鄞县知县，改建宁、新昌、沙县，征授户部主事，历员外、郎中，出为浙江提学副使。

## 家族
曾祖何真宗；祖父何洋；父何章，母吳氏；继母黄氏。重庆下。弟仲倫、季倫。